# Ливан на летних Олимпийских играх 1952
Ливан принимал участие в Летних Олимпийских играх 1952 года в Хельсинки (Финляндия) во второй раз за свою историю, и завоевал одну серебряную и одну бронзовую медали. Сборная страны состояла из 9 спортсменов (7 мужчин, 2 женщины), которые приняли участие в соревнованиях по боксу, стрельбе, тяжёлой атлетике и борьбе. Это самое успешное выступление сборной Ливана.

## Медалисты
| Медаль  | Имя           | Вид спорта | Дисциплина                              |
| ------- | ------------- | ---------- | --------------------------------------- |
| Серебро | Закария Шихаб | Борьба     | Мужчины, греко-римская борьба, до 57 кг |
| Бронза  | Халил Таха    | Борьба     | Мужчины, греко-римская борьба, до 73 кг |